# Ursula Werner-Böhnke
Ursula Werner-Böhnke (eigtl.: Ursula Böhnke-Kuckhoff geb. Werner; * 17. Mai 1927 in Berlin-Charlottenburg; † 7. August 2020 in Berlin) war eine deutsche Kinderbuchautorin und Chefredakteurin der Kinderzeitschrift Bummi.

## Leben
Ursula Werner-Böhnke wurde als Tochter eines Straßenbahn-Schaffners geboren. Ihre Mutter war Hausfrau. Der Vater wurde nach 1945 technischer Direktor der BVG in West-Berlin. Beide waren katholischen Glaubens. Ursula Werner besuchte ab 1933 eine Mittelschule, absolvierte danach eine Ausbildung zur Stenotypistin an einer Handelsschule und verbrachte dann ihr Pflichtjahr in Haushalten in Berlin und Bad Kissingen. Anschließend arbeitete sie als Sekretärin im Deutschen Theater Berlin und im Bühnen- und Musikverlag Dr. Sikorski, der von Berlin nach Bad Kissingen verlagert worden war.
Nach dem Ende des Zweiten Weltkriegs kehrte sie nach Berlin zurück. Sie besuchte 1945/46 einen Neulehrerkursus und trat 1946 in die SED ein. Später nahm sie ein Pädagogik-Studium an der Humboldt-Universität Berlin in den Fächern Deutsch und Geschichte auf. Parallel dazu arbeitete sie ab Februar 1947 als Redakteurin der Tageszeitung Junge Welt, die im neu gegründeten FDJ-Verlag Neues Leben herausgegeben wurde. Sie war dort für Mädchen- und Jugendfragen zuständig. 1947/48 besuchte sie einen Journalistenlehrgang. Als 1948 die Kinderzeitschrift Unsere Zeitung (ab 1949 Der Junge Pionier, ab 1958 Trommel) herausgegeben wurde, setzte der Verlag Ursula Werner als stellvertretende Chefredakteurin ein. Sie lebte zu dieser Zeit in West-Berlin, 1953 zog sie nach Ost-Berlin. 1957 ergriff sie die Initiative zur Entwicklung einer Zeitschrift für Vorschulkinder und wurde Begründerin der Zeitschrift Bummi, deren Chefredakteurin sie bis 1990 blieb. Anlässlich des ersten Jubiläums der Zeitschrift schrieb sie den Text für das in der DDR beliebte Bummi-Lied. Außerdem hatte Ursula Werner von 1957 bis 1959 die Chefredaktion der ABC-Zeitung inne. 1965 heiratete sie den Antifaschisten und Kulturattaché Werner Böhnke, der 1997 starb.
Als die Kinderzeitschrift Bummi 1990 vom Verlag Pabel-Moewig übernommen wurde, blieb Ursula Werner-Böhnke bis 2008 freie Mitarbeiterin und Autorin. Sie schrieb weiterhin alle Geschichten der Titelfigur Bummi sowie Märchen, Lieder, Verse und zeitgeschichtliche Texte. Danach wandte sie sich dem Aufbau ihres Internetblogs für Kinder Huxlipux zu, den sie bis zu ihrem Tode betrieb. Außerdem leitete sie viele Jahre eine Schreibstube für Kinder in Glienicke/Nordbahn.
Von 2000 bis zu seinem Tod im Jahr 2002 war Ursula Böhnke-Kuckhoff mit dem Theaterwissenschaftler Armin-Gerd Kuckhoff verheiratet. Sie hatte fünf Kinder.

## Auszeichnungen
- 1980 Vaterländischer Verdienstorden in Bronze[3] und 1987 in Silber[4]

## Publikationen (Auswahl)
- Bummi in Afrika, Leipzig: Deutscher Verlag für Musik 1967, Zeichnungen von Ingeborg Meyer-Rey und Musik von Horst Irrgang
- Wackelzahn fährt Eisenbahn. Leipzig 1977, Zeichnungen Dagmar Kunze
- Piosenka na lato (Die Sonnenstimme (poln.)),  Warszawa : Biuro wydawniczo-propagandowe,  1973

- Wackelzahn fährt Eisenbahn. Leipzig 1977, Zeichnungen Dagmar Kunze
- Bummi am Nordpol. Ein Bilderbuch mit Musik, Leipzig: Deutscher Verlag für Musik 1976,  Zeichnungen von Ingeborg Meyer-Rey und Musik von Horst Irrgang
- Die Prinzessin und der Regendoktor, Berlin, Verlag Junge Welt, 1981, Zeichnungen von Gabine Heinze

- Die doppelte Mama, Berlin: Verlag Junge Welt, 1985, mit Bildern von Inge Gürtzig
- Zwei Schneewittchen und viele Zwerge,  Berlin: Verlag Junge Welt, 1989, Zeichnungen von Konrad Golz
- Bummi und seine Freunde, Berlin Eulenspiegel-Verlag 2006, ISBN 9783811816299

- Bummi - ein Bärengeburtstag, Berlin : Eulenspiegel-Verlag 2007, ISBN 9783359016748

- Wer möchte nicht im Leben bleiben …, über Kurt Gutmann, Verlag Books on Demand,  Norderstedt 2006, ISBN 3-8334-4599-8
- Die in Ewigkeiten stehen. Armin-Gerd Kuckhoff erzählt - notiert - publiziert, Herausgeber Ursula Böhnke-Kuckhoff, Verlag Books on Demand, Norderstedt 2005, ISBN 9783833431852

- Ach, du mein liebes Leben!, Auszüge aus Publikationen und unveröffentlichten Texten, Ursula Böhnke-Kuckhoff, Herausgeber Katrin Schrader, Verlag Books on Demand,  Norderstedt 2020
- Kam ein kleiner Teddybär. Illustriert von Gudrun Jantschke, Eulenspiegel Kinderbuchverlag, Berlin 2024, ISBN 978-3-359-03072-0.